# Barbara Bel Geddes
Barbara Bel Geddes   (Nova York, 31 d'octubre de 1922 - Northeast Harbor, 8 d'agost de 2005) va ser una  actriu estatunidenca. És coneguda sobretot pel seu paper com a Miss Ellie a la sèrie de televisió Dallas.

## Biografia
Bel Geddes va néixer el 31 d'octubre de 1922 a la ciutat de Nova York, filla d'Helen Belle (née Schneider; 1891–1938) i del dissenyador escènic i industrial Norman Bel Geddes (1893–1958).
Va començar al teatre als 18 anys. El 1952, va rebre el prestigiós premi Dona de l'any per Hasty Pudding Theatricals USA, la més antiga companyia de teatre dels Estats Units. Els seus dos grans papers en l'escenari són el de Maggie a La gata sobre la teulada de zinc calenta de Tennessee Williams (estrenada a Broadway el 1955) i la protagonista de la comèdia de John Kerr Mary, Mary, de 1961. Ambdós van valer sengles nominacions als Premis Tony.

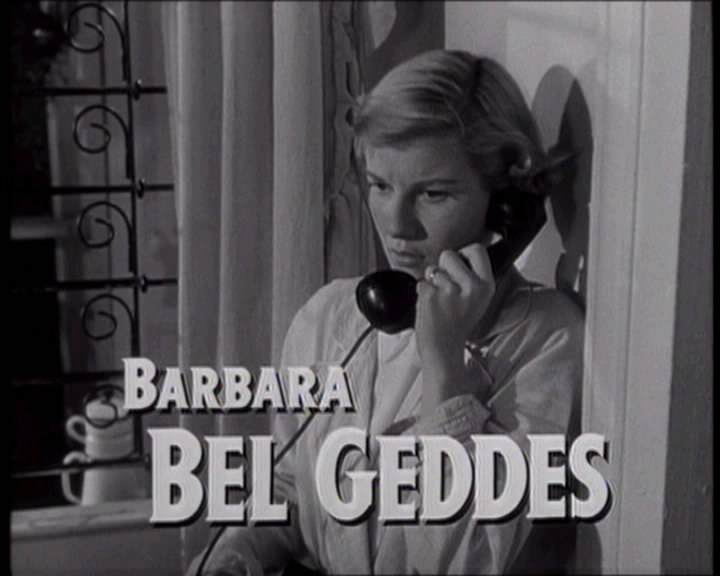
Panic in the streets (1950)

La seva carrera al cinema va començar el 1947, quan actua al costat de Henry Fonda a Nit eterna. Va ser nominada a l'Oscar a la millor actriu secundària per Mai l'oblidaré (1948). No obstant això, la mala salut i una investigació del Comitè d'Activitats Antiamericanes van posar fre a la seva carrera.
Reinicia la seva carrera quan Alfred Hitchcock li van oferir papers en quatre episodis de la sèrie de televisió Alfred Hitchcock Presents (entre els quals el primer episodi Lamb of the Slaughter, en el que interpretava a una mestressa de casa que mata el seu marit copejant-li amb una cama de xai que després fa menjar als oficials de policia que ho investiguen) i un important paper a la pel·lícula Vertigen (D'entre els morts), 1958, on interpreta a l'exnòvia de James Stewart.
Es va casar amb Carl Schreuer el 1944, amb qui va tenir una filla, Susan. Es van divorciar el 1951, i aquest mateix any es va casar amb el director Windsor Lewis. S'allunyà dels platós el 1966 per ocupar-se del seu marit malalt, que va morir de càncer el 1972.
El 1978, Bel Geddes va ser la primera artista contractada per protagonitzar Dallas. El paper de la matriarca de la família, la senyoreta Ellie Ewing, li va portar un renovat reconeixement internacional. Va aparèixer en molts episodis, en gairebé totes les temporades de la sèrie, per a un total de 276 episodis del 1978 al 1990 (va estar absent de les temporades 1984–85 i 1990–91) i segueix sent l'únic membre del repartiment que ha guanyat el premi Emmy. (Premi Primetime Emmy a la millor actriu principal - Sèrie dramàtica) i el Globus d'Or (Llista de premis Globus d'Or: televisió, millor actriu, drama).
Bel Geddes va decidir abandonar la sèrie al final de l'any 1984. La producció va decidir redistribuir aquest paper, en part perquè sense Miss Ellie, el personatge de Clayton Farlow, segon marit del personatge i interpretat per Howard Keel, que acaba d'unir-se a l'elenc, no té sentit. El paper s'assigna a Donna Reed, que encarna el personatge una sola temporada. La crítica i les reaccions del públic són molt dures, acusant Donna Reed d'haver transformat el personatge d'"àvia" una mica antiga, creada per Bel Geddes, en una jubilada amb glamour. Tot just un any després de la seva marxa, Bel Geddes va decidir tornar, llavors la producció trenca el contracte de Donna Reed, que havia signat per tres anys.
Bel Geddes es va retirar de l'actuació el 1990 i es va instal·lar a casa seva a Northeast Harbour, Maine, on va continuar treballant com a artista. Va ser l'autora de dos llibres per a nens: I Like to Be Me (M'agrada ser jo) (1963) i So Do I (Jo també) (1972), així com la creadora d'una popular línia de targetes de felicitació. Mirant enrere en la seva carrera, Bel Geddes va dir a People: «Sempre em fan jugar a dones ben educades. No sóc molt ben educada, i no sóc gaire dama».
Bel Geddes va morir de càncer de pulmó el 8 d'agost de 2005, a la seva finca de Northeast Harbor, Maine, als 82 anys. Les seves cendres van ser escampades des d'un senzill vaixell de fusta a les aigües del port que voreja la seva finca. En el renaixement de Dallas el 2012, Patrick Duffy (que va interpretar el seu fill petit, Bobby, a la sèrie original) va dir: «Barbara és una gran peça de la nostra història i és important per a mi honorar-la (...) Durant tota la primera temporada, no crec que passi cap episodi que Mama no s'esmenti en referència a Southfork i la terra».

## Filmografia

### Cinema
- 1947: Nit eterna (The Long Night): Jo Ann
- 1948: Mai l'oblidaré (I Remember Mama): Katrin Hanson
- 1948: Sang a la lluna (Blood on the Moon): Amy Lufton
- 1949: Atrapada (Caught): Leonora Eames
- 1950: Panic in the Streets: Nancy Reed
- 1951: Fourteen Hours: Virginia Foster
- 1958: Vertigen (D'entre els morts) (Vertigo): Marjorie Wood (Midge)
- 1959: The Five Pennies: Bobbie Meredith
- 1960: 5 Branded Women: Marja
- 1961: Brots de passió (By Love Possessed): Clarissa Winner
- 1971: La casa de l'arbre (Summertree): Ruth
- 1971: The Todd Killings: Sra. Todd

### Televisió
- 1950: Robert Montgomery présents (Sèrie TV): Rebecca
- 1957-1958: Studio One (Sèrie TV): Charlotte Lamb
- 1958: Playhouse 90 (Sèrie TV): Sidney Cantrall
- 1958, 1959-1960: Alfred Hitchcock Presents (Sèrie TV): Helen Brewster / Lucia Clay / Mary Maloney / Sybilla Meade
- 1959: Riverboat (Sèrie TV): Missy
- 1965: Docteur Kildare (Sèrie TV): Dr. Ruth Halliman
- 1969: Daniel Boone (Sèrie TV): Molly Malone
- 1977: Our Town (Telefilm): Sra. Webb
- 1978-1990: Dallas (Sèrie TV): Eleanor Southworth Ewing Farlow (Miss Ellie)

## Premis i nominacions

### Premis
- 1980. Premi Emmy a la millor actriu en sèrie dramàtica per Dallas.
- 1982. Globus d'Or a la millor actriu en sèrie dramàtica per Dallas (ex aequo amb Linda Evans per Dynastie).

### Nominacions
- 1949. Oscar a la millor actriu secundària per Mai l'oblidaré.
- 1979. Premi Emmy a la millor actriu en sèrie dramàtica per Dallas.
- 1980. Globus d'Or a la millor actriu en sèrie dramàtica per Dallas
- 1981. Premi Emmy a la millor actriu en sèrie dramàtica per Dallas.
- 1981. Globus d'Or a la millor actriu en sèrie dramàtica per Dallas